# Praproše
Praproše este o localitate din comuna Radovljica, Slovenia, cu o populație de 26 de locuitori.